# Veste Oberhaus

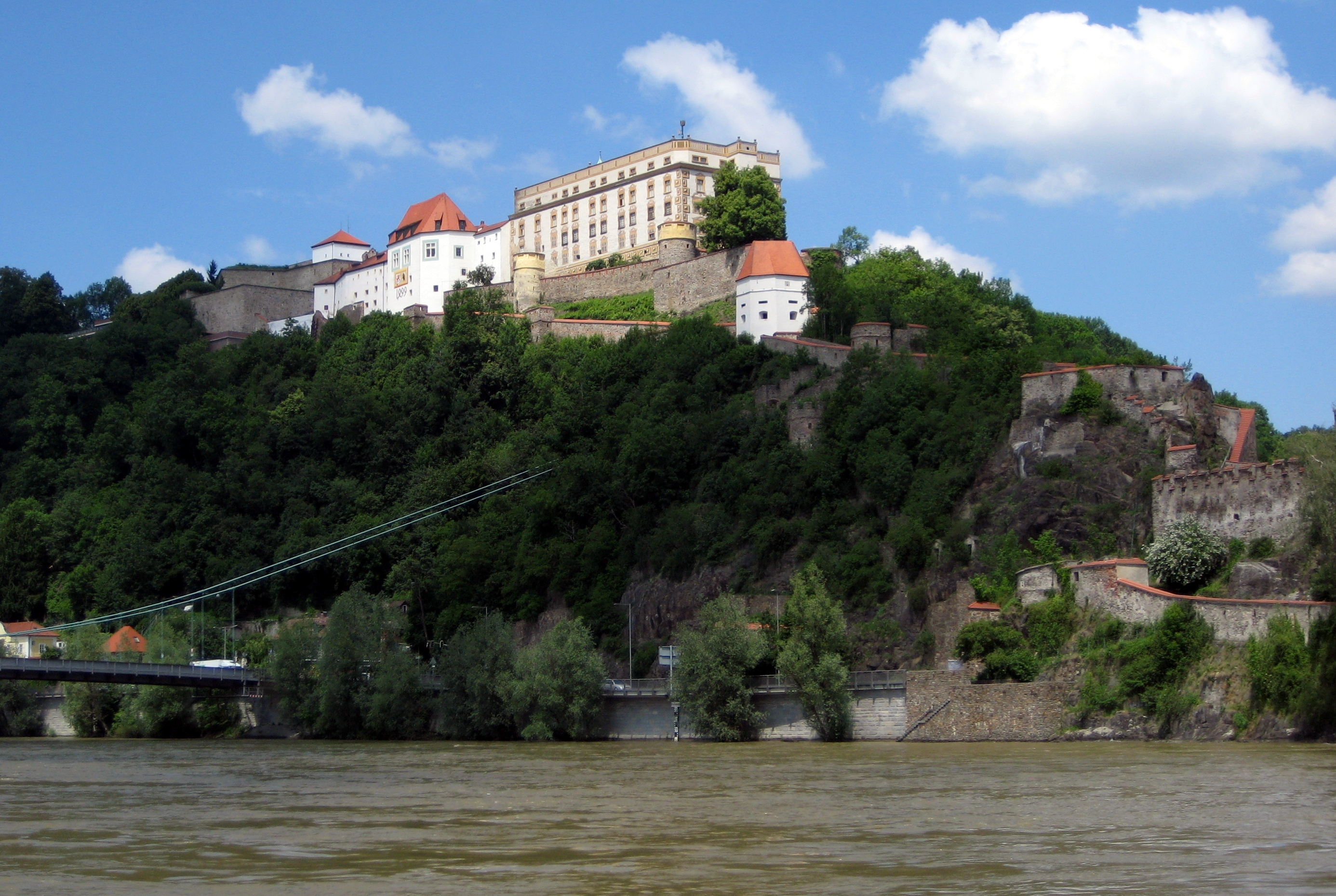
Aspecto do Veste Oberhaus a partir do Danúbio.

O Veste Oberhaus é uma fortaleza situada na margem esquerda do Danúbio, frente à cidade velha de Passau, que se ergue na margem oposta do rio. Fundada em 1219, serviu durante a maior parte do tempo de castelo e residência dos Bispos-príncipes do Bispado de Passau. A inscrição 1499, bem visível na fachada, mostra apenas um dos anos de construção, já que o castelo foi sucessivamente ampliado até 1800.

## História

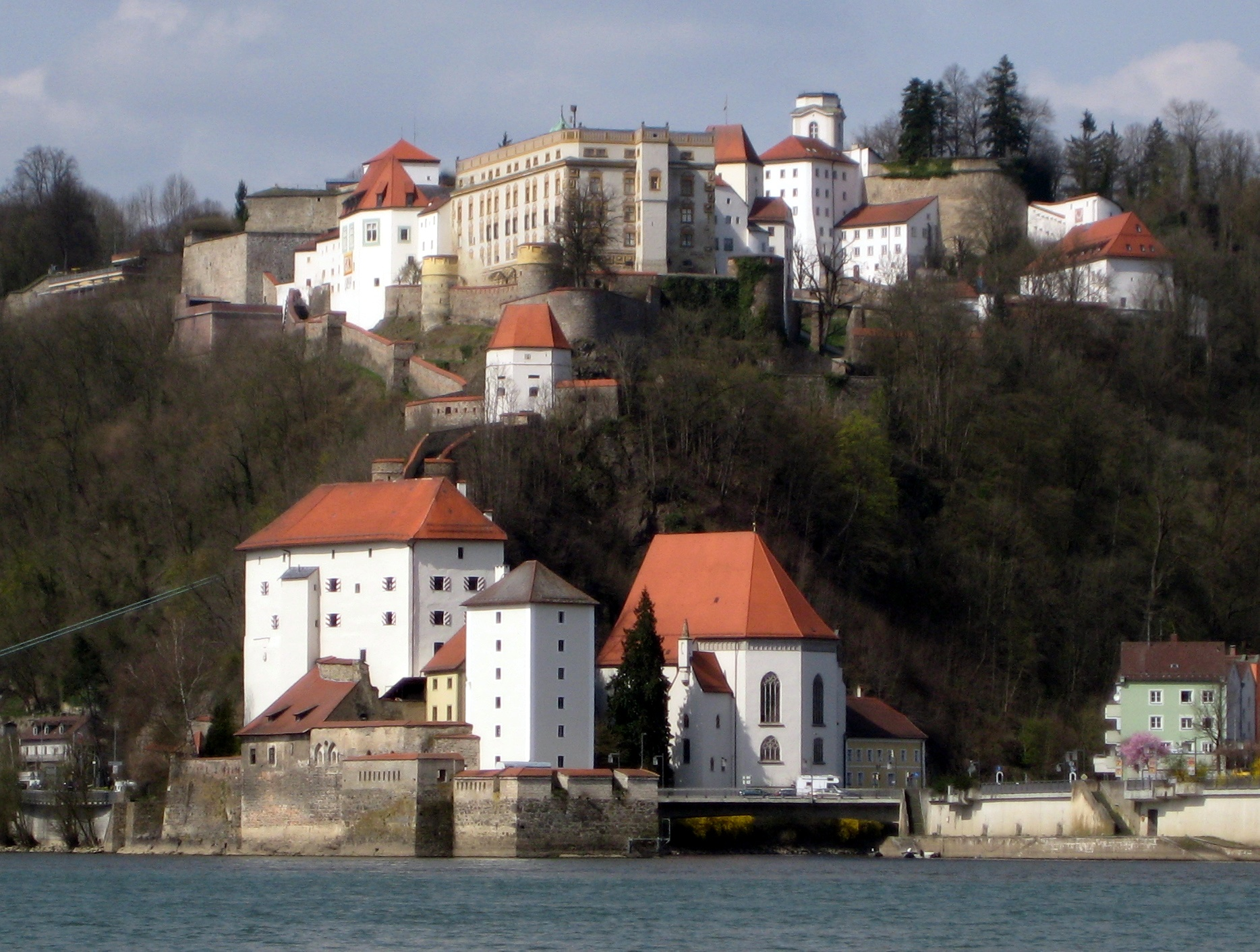
O Veste Oberhaus, com o Veste Niederhaus e o Santuário de São salvador em primeiro plano.

A construção do Veste Oberhaus na montanha de São Jorge sobre Passau remonta a 1219. Foi construído pelo primeiro Príncipe-bispo de Passau, Ulrich II em torno duma já existente Capela de São Jorge. A estrutura do castelo deveria exprimir poder militar e, igualmente, servir de apoio para os Bispos de Passau que se haviam tornado príncipes do império em 1217. Além disso, devia servir como protecção contra os inimigos externos e internos, incluindo os cidadãos de Passau, que queriam estabelecer uma Cidade Imperial Livre.

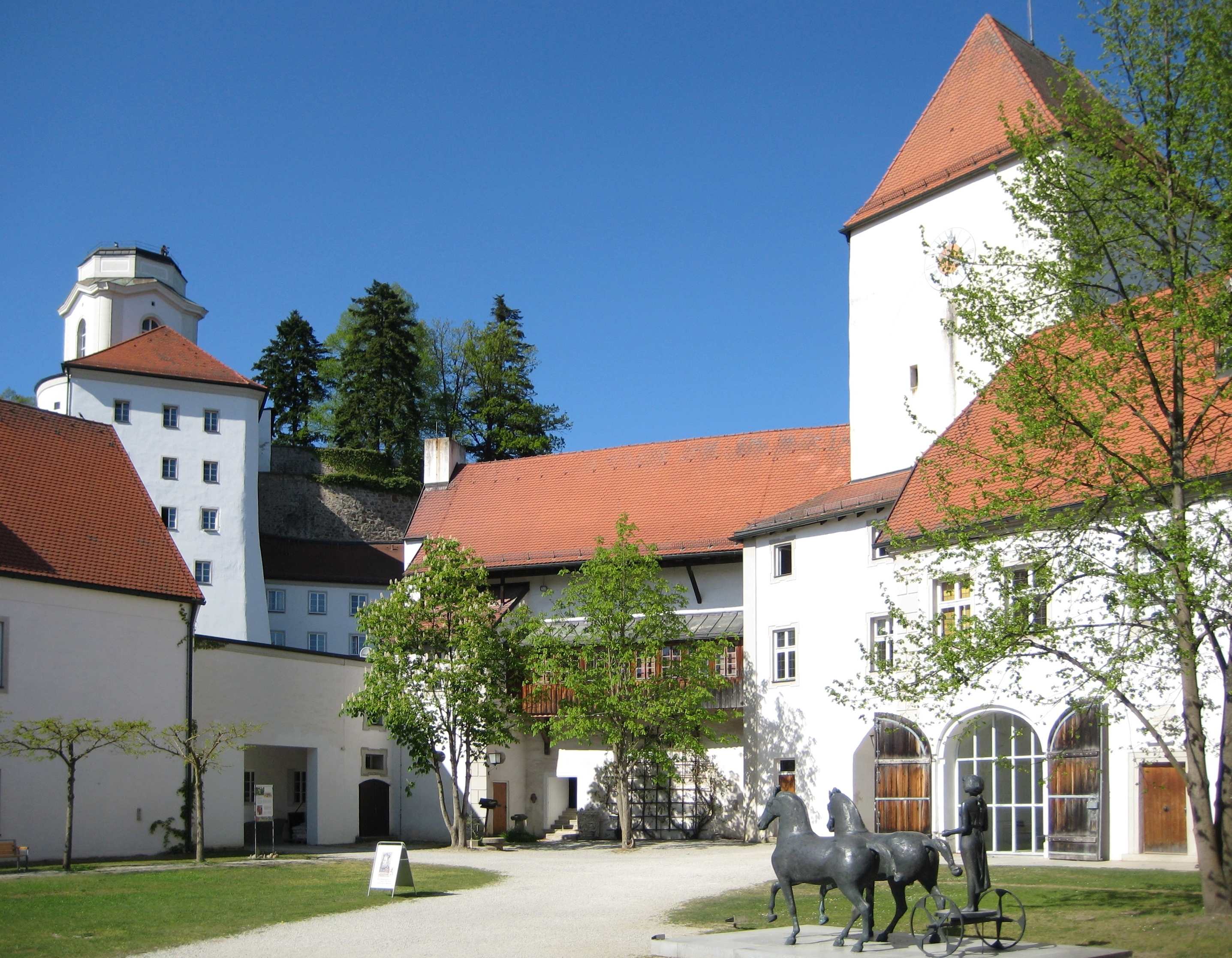
Pátio interior.

Devido à progressiva engenharia de cerco, a fortaleza foi ampliada e expandida ao longo dos séculos, oferecendo possibilidade de se estudar a arte das fortificações do século XIII ao século XIX. As principais alterações foram realizadas sob os Príncipes-bispos Leonhard von Laiming, Christoph von Schachner, Urban von Trennbach e Johann Philipp von Lamberg. Eles transformaram o castelo de uma fortaleza gótica numa residência principesca do início do Renascimento, num "festivo castelo alto" e, finalmente, nos tempos da ameaça turca, numa fortaleza nacional de representação.

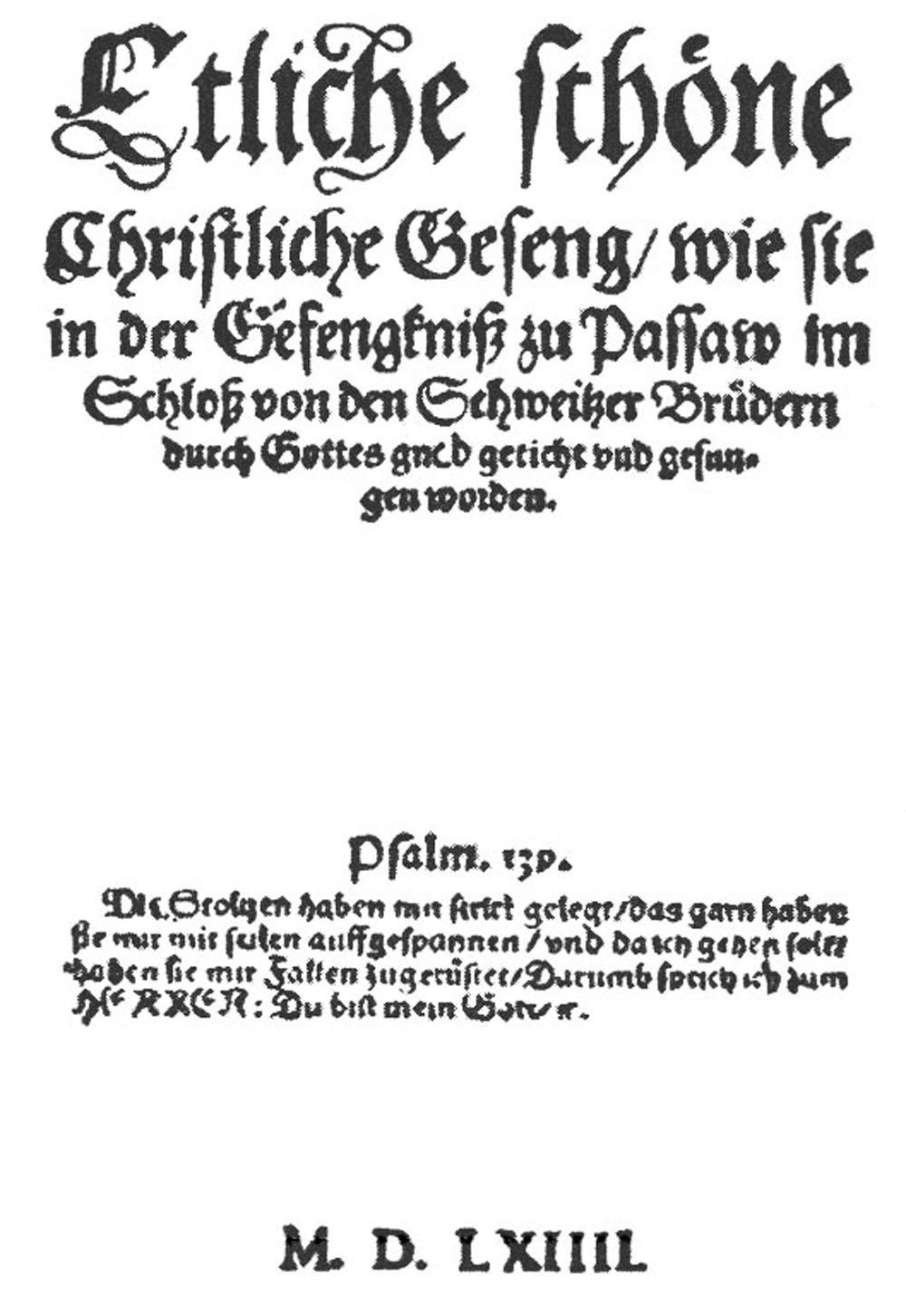
Ausbund - hinário anabaptista, nascido nos calabouços do Veste.

O Veste Oberhaus sofreu cinco cercos entre 1250 e 1482, todos eles infrutíferos. Em duas das vezes, nos anos de 1298 e 1367, havia cidadãos de Passau que experimentavam rebelar-se contra o bispo.
Entre 1535 e 1540, muitos adeptos do movimento reformador anabaptista foram presos pelas suas crenças nos calabouços do Veste. Durante o seu tempo na prisão, criaram o Ausbund, um hinário que ainda hoje é usado na adoração dos Amishes. Alguns dos autores dos hinos morreram na prisão, muitos sofreram o martírio durante o cativeiro.
Com a Secularização, o bispo perdeu a posse do Veste Oberhaus em 1802. Napoleão Bonaparte usou a fortaleza na sua campanha contra a Áustria. Foi disponibilizado pelos aliados bávaros como uma fortaleza de fronteira contra a Áustria. Em 1805, a fortaleza rendeu-se ao exército austríaco. Depois do Congresso de Viena, foi usado por quase um século pelo exército bávaro quer como fortaleza, quer, a partir de 1822, como prisão estadual para presos políticos e como prisão militar. Até 1918, o Veste Oberhaus foi, assim, temido como a "Bastilha Bávara".
A cidade de Passau tomou posse da estrutura em 1932 e criou o Museu do Oberhaus (Oberhausmuseum).

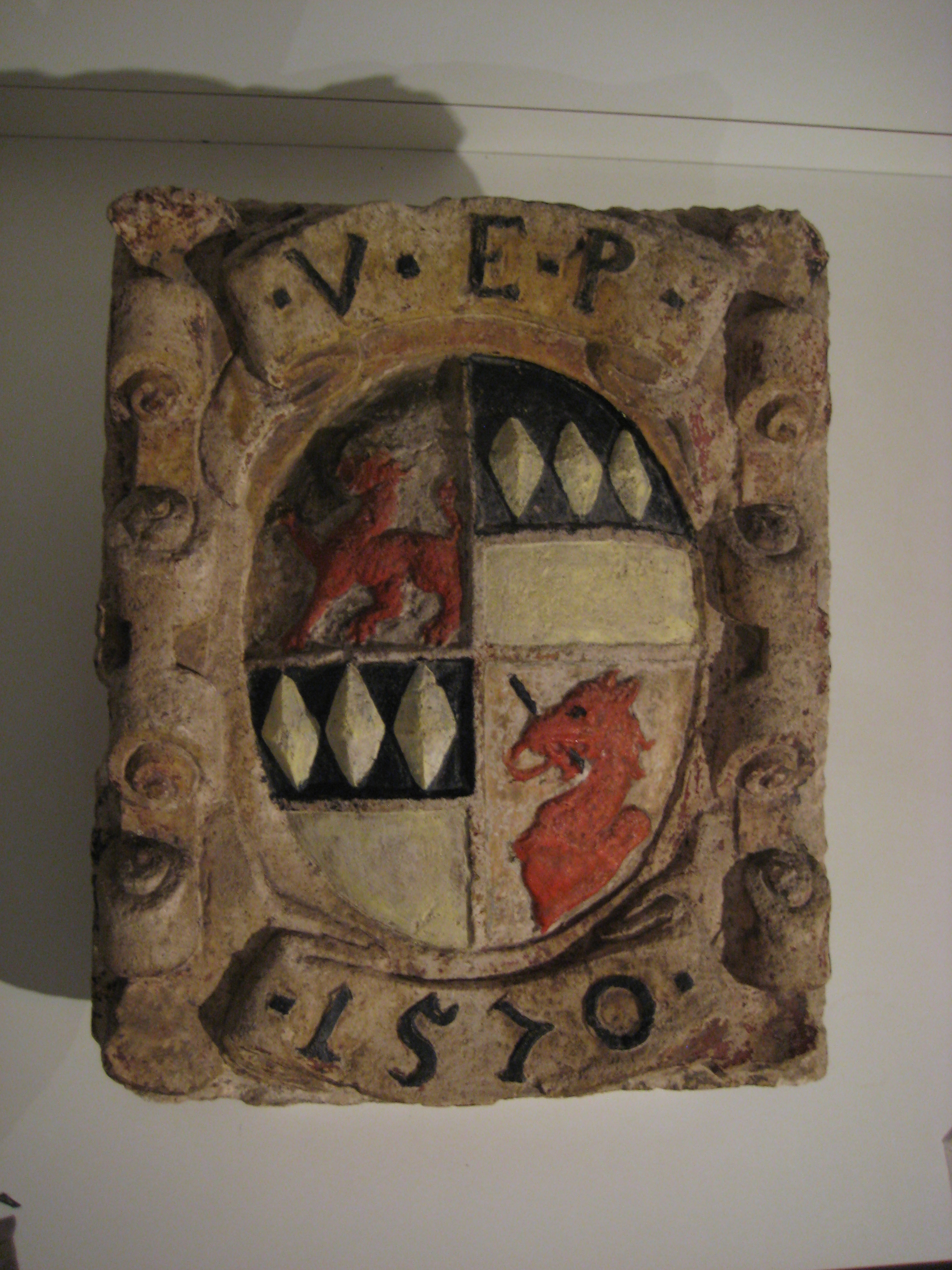
Brasão do bispo Urban von Trennbach no museu do castelo.

## Equipamentos
O Museu do Oberhaus inclui o Museu da Cidade, uma Galeria de Arte e outras colecções com foco na Baviera Oriental e nos países vizinhos, Boémia e Áustria. O fortificado pátio avançado barroco foi substituído em 1934, pelos nazis, pelas primeiras barreiras (thing) do Terceiro Reich (desenhadas por Ludwig Moshamer).
O castelo alberga, além de um restaurante, uma torre de vigia na chamada, desde o século XVIII, Observationsturm (Torre de Observação), um observatório e uma pousada da juventude, instalada no chamado Generalsgebäude (Edifício Geral), construído em 1597.

## Arquitectura

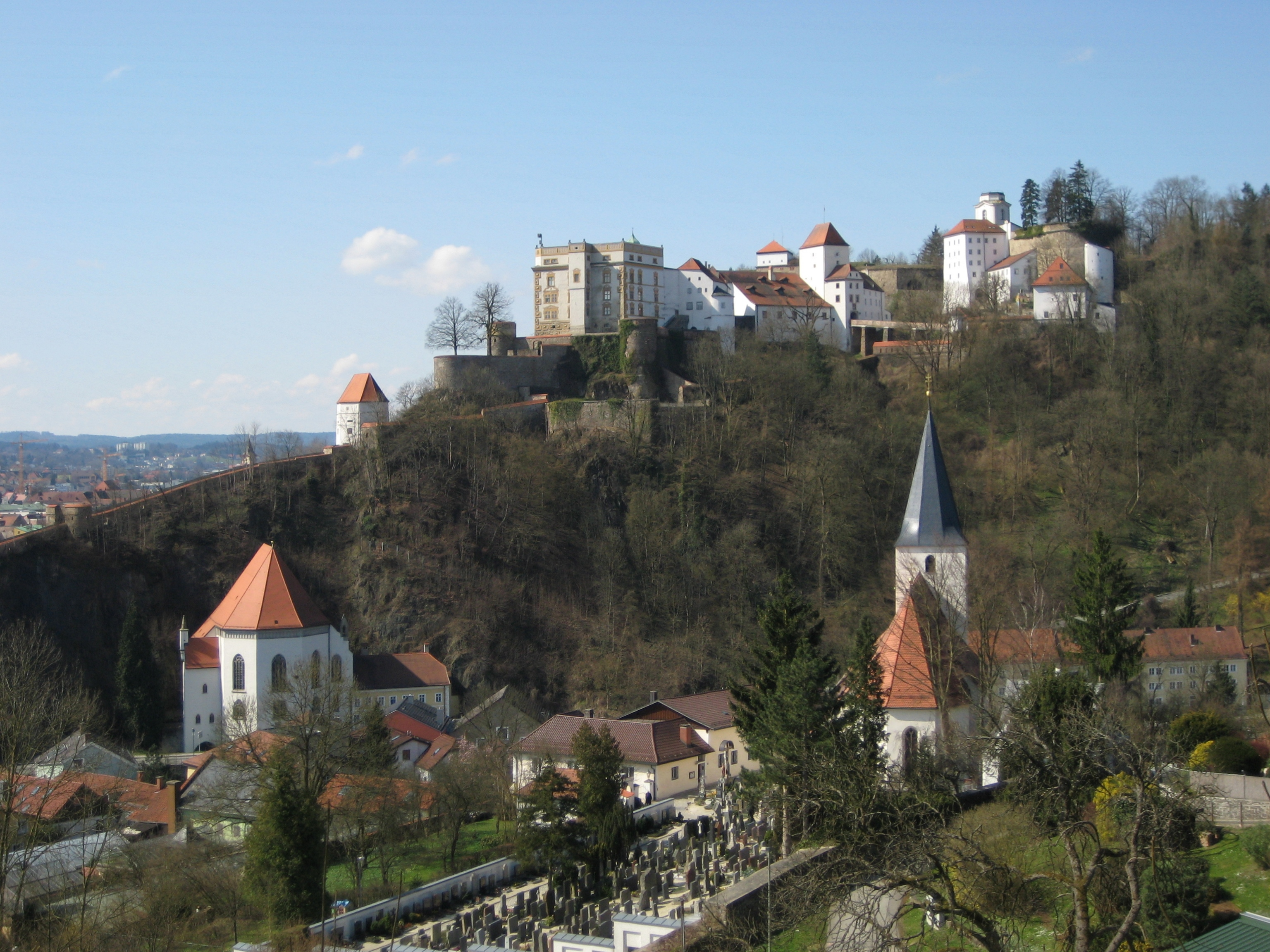
Lado norte do Veste Oberhaus, com o Santuário de São Salvador em baixo à esquerda.

O complexo situa-se 105 metros sobre o vale da Montanha de São Jorge, entre o Danúbio e o Ilz, sendo protegido de ambos os lados por encostas íngremes. Mais abaixo, junto ao rio, e ligado por um adarve, encontra-se o Veste Niederhaus. Do lado do Ilz, sobe uma estrada transitável que conduz ao castelo.

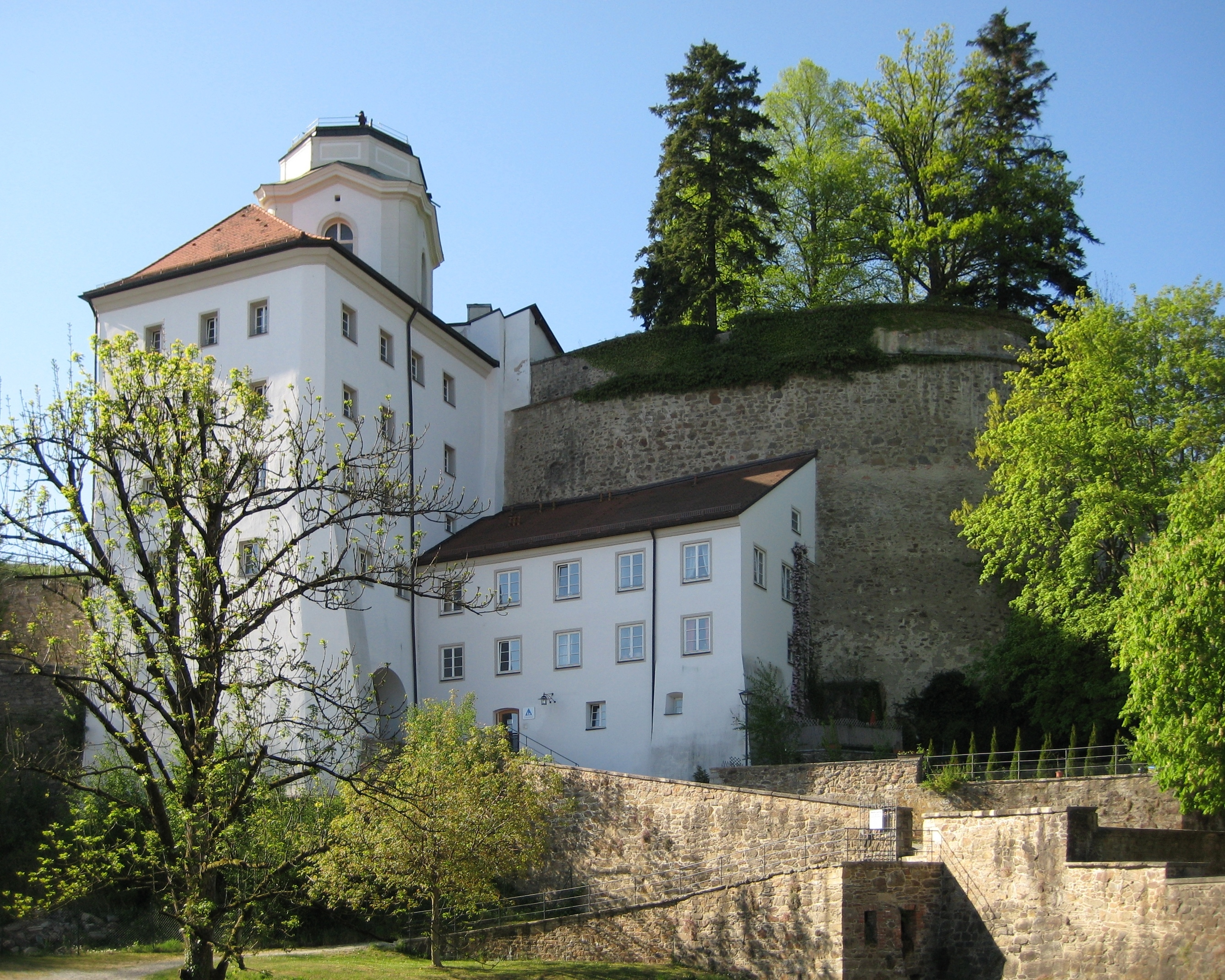
Vista parcial do Veste Oberhaus.

A partir da Ponte Schanzl (Schanzlbrücke), sobre o Danúbio, pode chegar-se ao castelo a pé através do caminho de escadas do Oberhaus (Oberhausleiten-Stiege). 
O portão revelim (Ravelintor) na entrada do complexo, com as armas do Cardeal Johann Philipp von Lamberg, ostenta a data de 1703. Atrás dele fica o barroco Kronwerk, uma zona emparedada criada entre 1674 e 1740. A subjacente segunda zona de defesa remonta, principalmente, ao século XVI. Do meio do segundo anel de fortificação, a estrada do castelo leva, passando pelo posto de sentinela principal (Hauptwache), sobre a ponte, ao verdadeiro núcleo do castelo (Hauptburg). A torre-portão na entrada mostra o brasão do Príncipe-bispo Leonhard von Laiming, de 1440. Os edifícios em redor do pátio do castelo remontam ao século XVI. No pátio interior está a Igreja de São Jorge com afrescos do baixo e do alto gótico; este templo é ainda mais antigo que o próprio castelo. No Edifício Schachner (Schachnerbau), de 1500, bem visível do exterior, está afixado o afresco com o brasão e a data de 1499, localizado no piso superior do representativo Salão dos Cavaleiros (Rittersaal), o qual estava ligado através duma arcada aberta com o Dürnitz (pavilhão aquecido) e com a Ala dos Príncipes (Fürstentrakt), datados do século XIV ao século XVII. No piso inferior do Schachnerbau existem baterias de artilharia.
A chamada Bateria Linde (Batterie Linde), um terraço do Veste Oberhaus rodeado por muralhas, fornece um bom ponto de observação sobre a confluência do Inn, do Danúbio e do Ilz: daqui, são claramente visíveis as diferentes cores dos três rios.